# Häxornas tid
Häxornas tid är en dokumentärserie som sändes i TV 4 2005–2006 och som är baserad på Jan Guillous bok Häxornas försvarare. Häxornas tid handlar om häxprocesserna på 1600-talet och om hur häxpaniken uppkom och spred sig i Sverige. Dokumentärserien sändes i fem delar (december 2005 – januari 2006).